# 1996 au Canada
Pour un article plus général, voir Chronologie du Canada.
Cet article traite des événements qui se sont produits durant l'année 1996 au Canada.

## Événements

### Février
- 1er au 29 février : Première édition du mois de l'histoire des noirs à travers le pays[1]
- 22 février : élection générale à Terre-Neuve-et-Labrador — le Parti libéral conserve sa majorité à la Chambre d'assemblée ; le Parti progressiste-conservateur forme l'opposition officielle.
- 24 et 25 février : Coupe du monde de snowboard à Calgary

### Mars
- 1er au 3 mars : Coupe du monde de snowboard au Sun Peaks à Kamloops

### Avril
- 28 mai : élection générale en Colombie-Britannique — le Nouveau Parti démocratique conserve sa majorité à l'Assemblée législative ; le Parti libéral forme l'opposition officielle.

### Juillet
- 19 juillet : déluge et inondations au Saguenay, qui font 10 morts dont 2 enfants. Sur la Côte-Nord, plusieurs pans de la route 138 sont emportés. Le désastre est surtout visible sur la rive sud du Saguenay ou 15 000 personnes doivent être évacuées. Plusieurs villes dont Chicoutimi et La Baie sont sous les eaux.

### Août
- 15 août : Naissance de Marie-Claude Boulay à Baie-Comeau dans la région de la Manicouagan
- 29 août (jusqu'au 14 septembre) : Coupe du monde de hockey sur glace 1996

### Septembre
- 25 septembre : Vol inaugural d'Air Saint-Pierre entre Saint-Pierre et Saint-Jean de Terre-Neuve

- 30 septembre : élection générale au Yukon — le gouvernement du Parti du Yukon est défait par le Nouveau Parti démocratique qui forme un gouvernement majoritaire sous Piers McDonald.

### Octobre
- 20 au 27 octobre : Première édition de la Coupe des trois nations

### Novembre
- 18 novembre : élection générale à l'Île-du-Prince-Édouard — le gouvernement du Parti libéral est défait par le Parti progressiste-conservateur qui forme un gouvernement majoritaire sous Pat Binns.

## À surveiller
- Championnat du Pacifique féminin de hockey sur glace à Richmond
- Coupe Hlinka-Gretzky à Nelson et Castlegar
- Premier Championnat du Canada de Scrabble anglophone à Toronto

## Naissances
- Daeg Faerch, actrice.
- 6 août : Victoria Campbell, actrice.
- 7 août : Liam James, acteur.
- 10 décembre : Jérémy Gabriel, chanteur.

## Décès
- 19 février : Ernest Manning, premier ministre de l'Alberta.
- 23 avril : Jean-Victor Allard, chef d'état-major de la défense du Canada.
- 1er juillet : Harold Greenberg, homme d'affaires.
- 14 septembre : Rose Ouellette surnommée la Poune, comédienne du burlesque.
- 2 octobre : Robert Bourassa, premier ministre du Québec.
- 11 octobre : William Vickrey, économiste.
- 14 octobre
  - Marcel Bourbonnais, homme politique fédéral provenant du Québec.
  - Jean Grimaldi, chanteur.
- 27 octobre : Arthur Tremblay, sénateur provenant du Québec.
- 9 novembre : Joe Ghiz, premier ministre de l'Île-du-Prince-Édouard.
- 21 décembre : Clarence Gosse, lieutenant-gouverneur de la Nouvelle-Écosse.